# Fushan (socken i Kina, Heilongjiang)
Fushan (kinesiska: 富山, 富山乡) är en socken i Kina. Den ligger i provinsen Heilongjiang, i den nordöstra delen av landet, omkring 400 kilometer öster om provinshuvudstaden Harbin.
Genomsnittlig årsnederbörd är 860 millimeter. Den regnigaste månaden är juli, med i genomsnitt 182 mm nederbörd, och den torraste är januari, med 7 mm nederbörd.